# 呂号第百十六潜水艦
|          |                                                             |
| 艦歴     |                                                             |
| 計画     | 昭和17年度計画（マル急計画）                                |
| 起工     | 1943年1月16日                                               |
| 進水     | 1943年9月13日                                               |
| 就役     | 1944年1月21日                                               |
| その後   | 1944年5月24日ヘッジホック攻撃により沈没                     |
| 亡失認定 | 1944年6月25日                                               |
| 除籍     | 1944年8月10日                                               |
| 性能諸元 |                                                             |
| 排水量   | 基準：525トン 常備：601トン 水中：782トン                   |
| 全長     | 60.90m                                                      |
| 全幅     | 6.00m                                                       |
| 吃水     | 3.51m                                                       |
| 機関     | 艦本式24号6型ディーゼル2基2軸 水上：1,000馬力 水中：760馬力 |
| 電池     | 1号15型120個                                                |
| 速力     | 水上：14.2kt 水中：8.0kt                                    |
| 航続距離 | 水上：12ktで3,500海里 水中：3ktで60海里                     |
| 燃料     | 重油：50トン                                                |
| 乗員     | 38名                                                        |
| 兵装     | 25mm機銃連装1基2挺 魚雷発射管 艦首4門 53cm魚雷8本           |
| 備考     | 安全潜航深度：75m                                           |

呂号第百十六潜水艦（ろごうだいひゃくじゅうろくせんすいかん）は、日本海軍の潜水艦。呂百型潜水艦（小型）の17番艦。

## 艦歴
1942年（昭和17年）の昭和17年度計画（マル急計画）により、1943年（昭和18年）1月16日、川崎重工業泉州造船所で起工。1943年9月13日進水。1944年（昭和19年）1月21日、川崎重工業神戸造船所で竣工し、二等潜水艦に類別。同日、横須賀鎮守府籍となり、訓練部隊である第六艦隊第11潜水戦隊に編入された。
3月31日、呂116はパラオ大空襲により来襲した米機動部隊の迎撃のために出撃。4月13日に帰投した。5月4日、第7潜水戦隊第51潜水隊に編入。
同日、呂116は呉を出港し、10日にサイパンに到着。15日、あ号作戦のためにナ散開線に向かうべくサイパンを出港していくのを最後に消息不明。
アメリカ側の記録によると、18日、米軍はナ散開線の存在を暗号解読により認識したため、米護衛駆逐艦イングランド(USS England, DE-635)、ジョージ(USS George, DE-697)、ラビー(USS Raby, DE-698)の3隻からなる対潜部隊が向かった。28日0120、カビエン北北西沖でジョージが16km先にある船をレーダー探知。その8分後、レーダーの反応が消えたため、相手が潜水艦であると判断した。0150、イングランドは686mの距離で潜航中の潜水艦をソナー探知。深度52mの位置にいる潜水艦は頻繁に舵をきり、推進器音で敵のソナーを惑わせようとした。2回ほど攻撃に失敗したが、イングランドはヘッジホッグ24発を投下。その結果、3回の爆発音が聞こえ、潜水艦を撃沈した。朝、部隊は潜水艦のものと思われるいくつかの木製甲板の破片を回収した。これが呂116の最期に瞬間であり、艦長の岡部猛大尉以下乗員56名全員戦死。沈没地点はカビエン北北西225浬地点付近、北緯00度53分 東経149度14分 / 北緯0.883度 東経149.233度。
6月25日、アドミラルティ北方で亡失と認定され、8月10日に除籍された。

## 歴代艦長

### 艤装員長
- 不詳

### 艦長
- 岡部猛 大尉：1944年1月21日 - 5月24日戦死[6]